# Mikael Staffas
Mikael Staffas, född 1965, är en svensk civilingenjör och företagsledare.
Staffas tillträdde som verkställande direktör och koncernchef för Boliden den 1 juni 2018. Dessförinnan var han chef för affärsområdet gruvor från år 2015 och ingår i koncernledningen sedan år 2011, då han anställdes som finanschef. Han har tidigare varit finanschef på Boliden och Södra Skogsägarna, samt partner på McKinsey & Company. Han är civilingenjör i teknisk fysik från Kungliga Tekniska högskolan och har en MBA från INSEAD i Frankrike.